# Skellig Michael
Skellig Michael (del gaélico irlandés Sceilig Mhíchíl, "Roca de (San) Miguel"), también conocida como Great Skellig, es una empinada isla rocosa situada a 15 km de la península de Iveragh, condado de Kerry, Irlanda. Es la mayor de las dos islas Skellig (la menor es Little Skellig) y se alza a 220 metros sobre el nivel del mar. 

## El monasterio

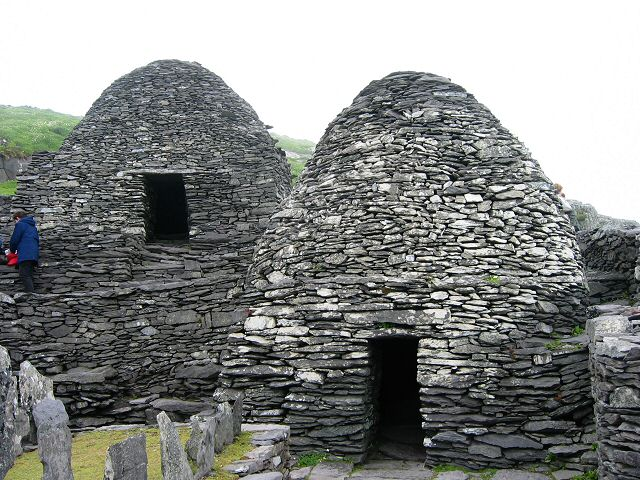
Monasterio de Skellig Michael con sus clochans o celdas de piedra.

Skellig Michael alberga un monasterio paleocristiano fundado en 588 y que llegó a ser durante seis siglos un importante centro del fenómeno monástico temprano en Irlanda. Dicho monasterio se encuentra en la ladera sur de la elevación nororiental de la isla, a una altitud de 180 metros. Se accede a él a través de una escalinata con 270 escalones directamente tallados por los monjes en la roca.
La tradición local atribuye la fundación del monasterio a San Fionan, que vivió alrededor del año 500. Es uno de los monasterios más remotos de todo el mundo cristiano. La situación de Skellig Michael, separada de Irlanda por unas aguas frecuentemente agitadas, ha desalentado siempre a los visitantes, por lo que el lugar se conserva excepcionalmente bien. 
La vida de los monjes del monasterio era primitiva, en concordancia con el ideal de ascetismo perseguido por los primeros cristianos de Irlanda. Pueden verse las seis chozas cónicas de piedra o clochans donde vivían, así como dos oratorios para rezar. Las chozas son circulares por fuera y rectangulares por dentro. Su construcción se realizó con sumo cuidado para que el agua de lluvia no se filtrara a través de las piedras. Los monjes construyeron también terrazas de cultivo alrededor de sus asentamientos.
Recientemente un equipo de arqueólogos ha descubierto la existencia de otro asentamiento, casi inaccesible y probablemente para una única persona, en el pico más alto de la isla.

## Historia

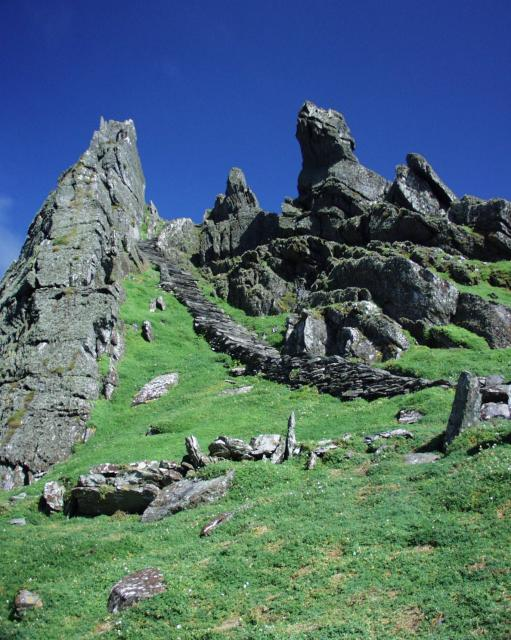
La escalinata.

El monasterio de Skellig Michael sobrevivió a varias incursiones vikingas en el siglo IX, especialmente en 823. Alrededor del año 1000 fue significativamente ampliado, reformándose uno de los dos oratorios para convertirlo en una capilla dedicada a San Miguel Arcángel. 
Al parecer, la comunidad monástica de Skellig Michael nunca fue muy grande: probablemente constaba de unos 12 monjes y un abad. Se cree que su dieta se componía de pescado y marisco obtenido en la costa de la isla, hortalizas y huevos de aves marinas.
A partir del siglo XII, el cambio climático conocido como la Pequeña Edad de Hielo hizo aún más dura la vida en el lugar. Era imposible residir en la isla durante todo el año, así que los monjes la abandonaron y se trasladaron al monasterio agustiniano de Ballinskelligs, en la cercana costa irlandesa, para no regresar jamás.

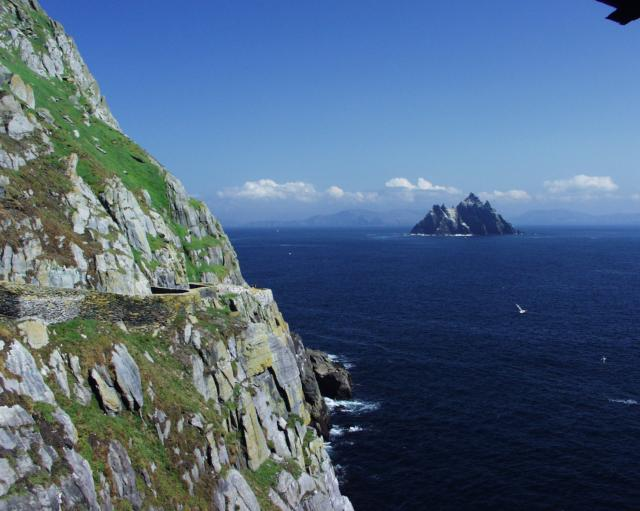
La isla de Little Skellig vista desde Skellig Michael.

A partir de 1500, Skellig Michael se convirtió en un destino popular para peregrinaciones anuales, pero ya no tenía habitantes permanentes. En el siglo XIX la isla fue nuevamente habitada tras levantarse allí dos faros, controlados por fareros que se turnaban periódicamente. El segundo faro, aún hoy activo, fue remodelado en el año 1960 y automatizado en el 1980. 
En 1986 se iniciaron trabajos de restauración en Skellig Michael y se estableció una oficina de turismo oficial asociada con la isla. Recientemente se han impuesto restricciones al acceso de turistas, ante el temor de que su elevada afluencia pueda dañar el conjunto (especialmente los antiguos escalones de piedra que conducen a la cima), y se están considerando procedimientos alternativos que permitan la conservación del lugar al mismo tiempo que las visitas turísticas.

## Patrimonio de la Humanidad
En 1996, el complejo monástico de Skellig Michael fue incluido en la lista del Patrimonio Mundial de la Humanidad por la Unesco, basándose en criterios culturales: 

...el sitio posee un valor universal por tratarse de un excepcional, y en muchos aspectos único, ejemplo de un asentamiento religioso temprano deliberadamente ubicado sobre una roca piramidal en el océano, preservado gracias a su remarcable entorno natural. Ilustra, como ningún otro lugar, los extremos de un monasticismo cristiano muy característico del norte de África, Oriente Próximo y Europa.
UNESCO

## Reserva natural
Junto con su hermana pequeña, Little Skellig, Great Skellig es una importante reserva natural. Ambas Skelligs albergan importantes poblaciones de aves marinas (alcatraz atlántico, fulmar, gaviota tridáctila, alca, arao común y frailecillo). El paíño europeo y la pardela también anidan en gran número.

## En el cine
En septiembre de 2015 se filman en esta isla algunas escenas de Star Wars: Episodio VIII - Los últimos Jedi. También se rodó la escena final de Star Wars: Episodio VII - El despertar de la Fuerza, y algunas escenas de Star Wars: Episodio IX - El Ascenso de Skywalkwer.